# Armée de l'air togolaise
La Force aérienne togolaise (TAF) est l'une des quatre composantes des forces armées togolaises.

## Organisation
La Force aérienne togolaise est modeste en nombre de personnels et d'appareils disponibles. La formation des pilotes se fait en France.

### Bases aériennes
La FAT a réparti ses aéronefs entre les :
- Base de Chasse de Niamtougou (BCN) : 350 personnels
- Base de Transport de Lomé (BTL) : 286 personnels

## Historique

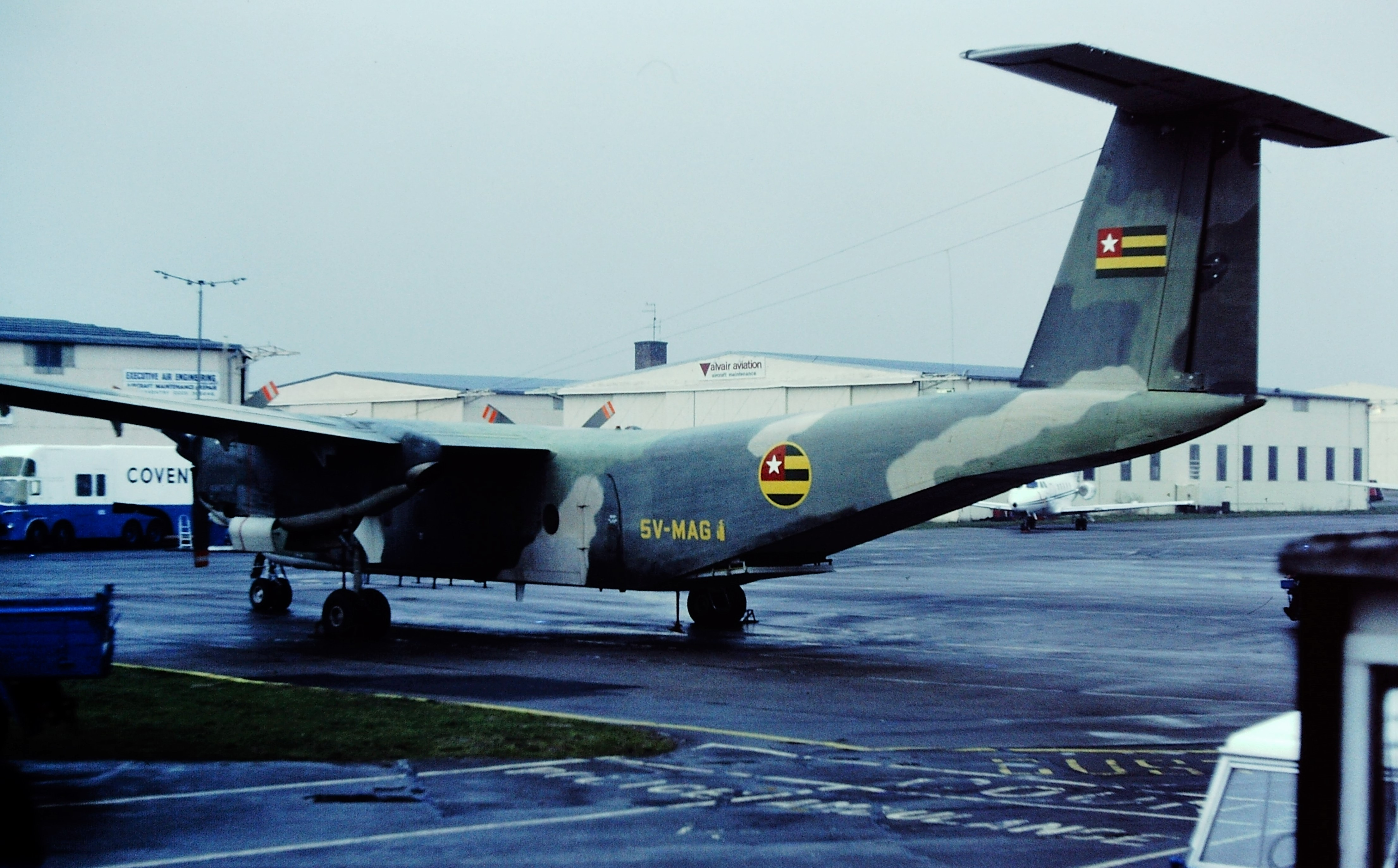
Un des deux Buffalo DHC 5 togolais en 1981 en Angleterre.

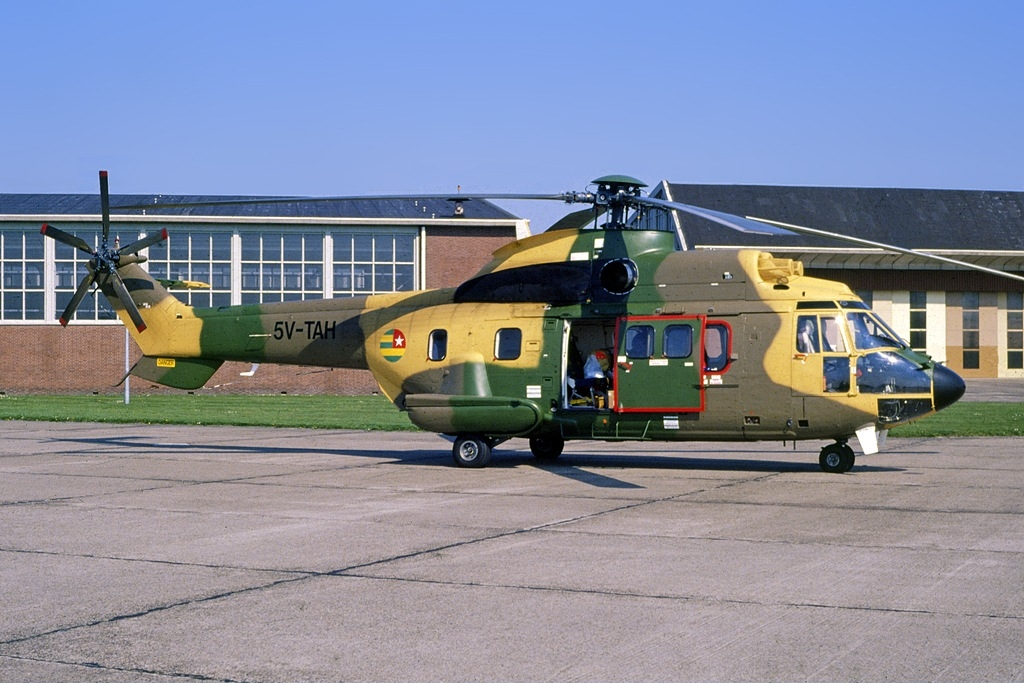
Le Super Puma togolais en 1990 aux Pays-Bas.

La Section Air placée sous les ordres de la compagnie de commandement et des services des FAT est créée le 1er février 1964, elle est alors équipée de deux Max-Holste MH-1521 Broussard. Elle met ensuite en service les aéronefs suivants :
- 2 Douglas DC-3 : 1968
- 2 Cessna 337 : 1969
- 2 Alouette II : 1970
- 2 Dornier Do 27 : 1972

Le 1er juillet 1973, elle devient l'Escadrille Nationale Togolaise (ENT) et reçoit à partir de 1975 les aéronefs suivantes :
- 1 Fokker F28, 1 Grumman Gulfstream II, 1 PUMA : 1975
- 5 Fouga Magister et 2 Buffalo DHC 5 : 1977
- 6 Aermacchi MB-326 : Acheté en deux lots de 3 en 1976 et 1978 au brésilien Embraer, mit en service en 1997
- 2 Lama : 1978

Le 1er décembre 1980, le Groupement Aérien Togolais (GAT) est créé et met en place 2 bases aériennes. La chasse à Niamtougou et le transport à Lomé. Elle reçoit les appareils suivant :
- 5 Alpha Jet E : 1981
- 1 Falcon 10 : 1982
- 3 Socata TB-30 : 1985
- 2 Baron 58 : 1985
- 1 Super-Puma et 2 Beechcraft King Air : 1990

Le 16 avril 1997, l'armée de l’air togolaise est créée. Elle prend en compte :
- 2 Alouette III : 1998

Un contrat est signé pour l’acquisition de 4 hélicoptères Gazelle SA-342 français de seconde main armés de canons M621 de 20 mm en 2016 pour 20 millions d'euros mais finalement seulement trois sont réceptionnés en 2020, la dernière l'étant en 2021. 
Le Togo a acquis en 2019 deux Mil Mi-8T d'occasion d'une société basée aux Émirats arabes unis provenant probablement d'Ukraine.

## Aéronefs
Les appareils en service en 2016 sont les suivants :
| Aéronefs                          | Origine           | Type                         | En service      | Versions           | Notes                                  |
| Avion de chasse                   | Avion de chasse   | Avion de chasse              | Avion de chasse | Avion de chasse    | Avion de chasse                        |
| --------------------------------- | ----------------- | ---------------------------- | --------------- | ------------------ | -------------------------------------- |
| Alpha Jet                         | France/ Allemagne | Avion d'attaque au sol       | 5               | Alpha Jet E        | Stockage en 2020                       |
| Aermacchi MB-326                  | Italie            | Avion d'attaque au sol       | 6               | MB-326G            |                                        |
| Avion de transport                |                   |                              |                 |                    |                                        |
| Beechcraft King Air               | États-Unis        | Avion de transport           | 2               | Beech 200 King Air |                                        |
| de Havilland Canada DHC-5 Buffalo | Canada            | Avion de transport           | 2               |                    | Probablement retiré                    |
| Douglas DC-8                      | États-Unis        | Transport de VIP             | 1               |                    |                                        |
| Fokker F28                        | Pays-Bas          | Transport de VIP             | 2               | F-28-1000          |                                        |
| Avion d'entraînement              |                   |                              |                 |                    |                                        |
| Socata TB-30                      | France            | Avion d'entraînement         | 2               |                    | 1 appareil s'écrase fin septembre 2017 |
| Hélicoptère                       |                   |                              |                 |                    |                                        |
| Sud-Aviation SA315B Lama          | France            | Hélicoptère léger polyvalent | 2               |                    |                                        |
| Sud-Aviation SA316 Alouette III   | France            | Hélicoptère léger polyvalent | 1               | SA316SA319         |                                        |
| Sud-Aviation SA330 Puma           | France            | Hélicoptère de transport     | 1               |                    | en stockage                            |
| Aérospatiale AS332 Super Puma     | France            | Hélicoptère de transport     | 1               |                    |                                        |
| Gazelle SA-342                    | France            | Hélicoptère léger polyvalent | 4               | SA-342M            |                                        |
| Mil Mi-8                          | Union soviétique  | Hélicoptère de transport     | 5               | MI-8T              | 1 en panne en 2016                     |

Tb2 |1 en service 5 autres
|en cours de livraison

## Sources et liens externes
- « Présentation officielle de l’armée de l’air togolaise »